# مارشال روجرز
مارشال روجرز (بالإنجليزية: Marshall Rogers)‏ هو فنان قصص مصورة أمريكي، ولد في 22 يناير 1950 في فلاشينغ ‏ في الولايات المتحدة، وتوفي في 24 مارس 2007 في فريمونت في الولايات المتحدة بسبب نوبة قلبية.

## روابط خارجية
- مارشال روجرز على موقع IMDb (الإنجليزية)